# Pablo Bazerque
Pablo Mario Bazerque (siglo XX-1 de marzo de 2020) fue un odontólogo, doctor en Odontología y médico. Le fue otorgado el título de doctor honoris causa de la Universidad de Rosario.

## Trayectoria
Se desempeñó como decano de la Facultad de Odontología de la UBA, además de coordinador de posgrados en su área y docente durante 45 años en esa casa de estudios finalizando como Profesor Extraordinario Emérito
Bazerque desempeñó su carrera de Investigador en el CONICET durante casi 30 años y redactó libros fundamentales para la Farmacología Odontológica y la Investigación.
Fue el organizador y primer director de la Administración Nacional de Medicamentos, Alimentos y Tecnología Médica (ANMAT), además de presidente de la Comisión de Farmacopea Nacional, también presidente de la Comisión Nacional de Alimentos y Consultor de la Organización Mundial de la Salud (OMS), donde se dedicó a desarrollar una visión controlada del uso de los medicamentos, su racionalización basada en métodos científica y optimizada a contextos socioeconómicos específicos para América Latina.
Falleció el 1 de marzo de 2020.

## Distinciones
- Primer Premio a la Trayectoria. 2018.
- Profesor Extraordinario Emérito de la Universidad de Buenos Aires, desde 1995.
- Doctor honoris causa de la Universidad Nacional de Rosario. 2011.
- Líder Emérito. Distinción otorgada por el Consejo Directivo de Gracias Doctor, por Haber Cumplido con Honestidad Inquebrantable en la Administración y Control de Calidad de Medicamentos y Alimentos, octubre de 2009.
- Maestro de la Odontología. Distinción otorgada por la Asociación Odontológica Argentina, agosto de 2001.
- Prócer de la Odontología. Distinción otorgada por el Consejo Directivo de Gracias Doctor, octubre de 2013.
- Miembro Emérito de la Academia Nacional de Odontología, desde 2004.
- Miembro Honorario de la Pierre Fauchard International Academy, 1988.
- Miembro Honorario del International College of Dentists, 1989.
- Primer Miembro Honorario de la Alpha Omega International Fraternity, Capítulo Buenos Aires, 1991.
- Socio Honorario del Ateneo Argentino de Odontología.

## Publicaciones

### Revistas
- 68 trabajos publicados en revistas nacionales e internacionales.

### Libros
- Farmacología Odontológica (Primera Ed. 1976, segunda Ed. 1980, agotadas). P. Bazerque. Editorial Mundi, Buenos Aires. 879 páginas.
- Guías Teórico Prácticas de Farmacología. II Farmacología del SN. Central con Psicofármacos (1977). Coordinador P. Bazerque. Editorial Toray, Buenos Aires. 130 páginas.
- Guías Teórico Prácticas de Farmacología. III Farmacología de la Inflamación y del Dolor (1977). Coordinador P. Bazerque. Editorial Toray, Buenos Aires. 109 páginas.
- Guías Teórico Prácticas de Farmacología. IV Farmacología del Aparato Cardiovascular y Renal (1977). Coordinador P. Bazerque. Editorial Toray, Buenos Aires. 96 páginas.
- Guías Teórico Prácticas de Farmacología. V Farmacología Endócrina, Metabólica y de la Reproducción (1977). Coordinador P. Bazerque. Editorial Toray, Buenos Aires. 117 páginas.
- Guías Teórico Prácticas de Farmacología. VI Quimioterapia (1977). Coordinador P. Bazerque. Editorial Toray, Buenos Aires. 170 páginas.
- Método y Técnicas de la Investigación Clínica (1982). P. Bazerque y J. Tessler. Editorial Toray, Buenos Aires. 395 páginas.
- El informe Pepe. La incógnita del cosmos, de la vida y del hombre. ¿Su sentido? (2013). P. Bazerque. Ed. Dunken, Buenos Aires. 488 páginas.
- Trabajé de conejillo de Indias para los gringos. Medicina, ciencia, salud, investigación clínica, sentido común, verdad, y otros prejuicios. (2008). P. Bazerque. Editorial de la UAI, Buenos Aires.
- Carpe diem. La vejez, la vida, la muerte y el tiempo vistas por un científico escéptico. (2015). P. Bazerque. FECICLA, Buenos Aires. 115 páginas.
- Metodología de la Investigación Clínica Farmacológica (2016). P. Bazerque Director de la publicación. Autores: Pablo Bazerque, Ricardo Bolaños, Pablo Copertari, Ezequiel Klimovsky, Roberto Lede y Pablo Viard.. Editorial de la UAI, Buenos Aires.

### Colaboración en libros publicados
- En Enfermedades de la Boca. D. Grinspan. Cinco Tomos. Capítulo: "Lo fundamental de la fisiología y la fisiopatología de la mucosa bucal", pág. 735-771. Editorial Mundi, Buenos Aires, 1970-1983.
- En Curso de Odontología Clínica. Editado por la Asociación Odontológica Argentina. Capítulo: "Tratamiento Medicamentoso en el consultorio Odontológico", pág. 205 a 219, Buenos Aires, 1981, 219 páginas.
- En Ética en Medicina. Fundación Roemmers. Capítulo "Ética en la Investigación Científica en Medicina", pág. 135-143. Buenos Aires, 1982, 281 páginas.
- En Temas de Patología Bucal Clínica. R. F. Borghelli. Capítulo "Terapéutica", pág. 29-42 y "Quimioterapia antibacteriana", pág. 178-201. Editorial Mundo, 2 Tomos, Buenos Aires, 1979, 917 páginas.
- En Cirugía Bucal. G. A Ries Centeno. El Ateneo. (9ª Ed.) Buenos Aires, 1987, 724 pág.
- En Temas de Terapéutica Clínica. F. Lasala y C. L. Sagasta. Ed. Arkadia. Buenos Aires, III Tomo, 1987, 792 pág.
- En el Libro: BIOÉTICA Herramienta de las Políticas Públicas y los Derechos Fundamentales en el Siglo XXI. Teodora ZAMUDIO (directora). UMSA-UNISA-ProDiversitas, 672 páginas. Octubre 2012. Capítulo: “El Estado, la Administración Nacional de Medicamentos, Alimentos y Tecnología Médica (ANMAT), y la ética pública”. Páginas 105-121.